# Sanky-panky
Un sanky-panky ou sankyx, est un travailleur du sexe masculin, dénommé comme tel dans les Caraïbes, en particulier les Caraïbes hispanophones, et dans certaines autres régions d'Amérique latine. Un sanky-panky recherche généralement ses clients sur les plages, et a des clients des deux sexes ou uniquement des femmes. Quand il s'agit de relations homosexuelles, le sanky-panky assume un rôle actif (aka top), alors qu'avec les femmes, il assume le rôle de l'amant idéal.
Bien qu'ils ne soient pas à proprement parler des prostitués, puisqu'ils ne négocient pas directement de l'argent pour des relations sexuelles, ils sont plus susceptibles de créer une pseudo-relation qui peut se poursuivre lorsque le client rentre chez lui. Ils tentent ensuite de demander que de l'argent leur soit envoyé principalement par virement bancaire, souvent en utilisant des récits élaborés de besoins, impliquant (par exemple) des parents malades. Le but ultime d'un sanky est d'obtenir un visa de mariage dans le pays d'origine du touriste, d'épouser le touriste, puis de l'abandonner.
Un autre mot utilisé pour un sanky-panky est chapeador (ou chapi chapi). L'équivalent féminin du terme est chapeadora. Ce mot est dérivé du verbe « chapear » (couper ou couper, surtout avec une machette).

## Sanky-pankies dans la culture populaire
Le personnage du "sanky panky" a été porté au cinéma en 2007 par le réalisateur espagnol Jose E. Pintor. Dans son film comique intitulé Sanky Panky, le public suit la vie d'un jeune homme dominicain nommé Genaro (joué par le comédien dominicain Fausto Mata) qui se rend à Bávaro pour travailler dans une station balnéaire dans l'espoir de trouver une "gringa" ou une femme blanche américaine qui lui donnera un visa. Dans le processus, il rencontre une jeune femme au cœur brisé et ses deux tantes plus âgées et surexploitées. L'histoire qui suit présente les beautés des stations balnéaires dominicaines mais dépeint les réalités de la pauvreté en République dominicaine tout en immortalisant simultanément le "sanky panky".
Un film qui explore ce sujet dans un contexte francophone est Cap vers le Sud.